# 긴꼬리뒤쥐
긴꼬리뒤쥐(Sorex dispar)는 땃쥐과에 속하는 포유류의 일종이다. 애틀랜틱 캐나다와 미국 북동부 지역에서 발견되는 작은 북아메리카 땃쥐이다.